# Kirk Simon
Kirk Simon (Philadelphia, Pennsylvania, 1954. július 25. – New York, 2018. április 14.) Oscar-díjas amerikai dokumentumfilmes.

## Filmjei
- American Playhouse (1984, dokumentum-tv-sorozat, egy epizód, producer)
- American Masters (1987, dokumentum-tv-sorozat, egy epizód, producer)
- Chimps: So Like Us (1990, dokumentum-rövidfilm, operatőr, rendező, producer)
- American Masters (1996, dokumentum-tv-sorozat, egy epizód, operatőr, rendező)
- American Experience (1997, dokumentum-tv-sorozat, egy epizód, forgatókönyvíró, rendező, producer)
- Heart of a Child (1997, tv-dokumentumfilm, rendező)
- Kindergarten (2001, tv-film, operatőr, rendező, producer)
- National Geographic: The Incredible Human Body (2002, tv-dokumentumfilm, forgatókönyvíró, operatőr, rendező, producer)
- National Geographic Specials (2003, dokumentum-tv-sorozat, egy epizód, forgatókönyvíró, rendező)
- Smashed: Toxic Tales of Teens and Alcohol (2004, tv-dokumentumfilm, operatőr, rendező, producer)
- Coming Out Stories (2006, tv-sorozat, két epizód, forgatókönyvíró, operatőr, rendező, producer)
- Rehearsing a Dream (2006, dokumentum-rövidfilm, operatőr, rendező, producer)
- Locks of Love: The Kindest Cut (2008, dokumentum-rövidfilm, rendező, producer)
- The Sealed Orders of Liv Ullmann (2009, dokumentum-rövidfilm, társrendező, producer)
- Masterclass (2010, tv-sorozat, kilenc epizód, forgatókönyvíró, rendező, producer)
- Strangers No More (2010, dokumentum-rövidfilm, rendező, producer)
- Renée Fleming: A YoungArts MasterClass (2012, tv-dokumentumfilm, forgatókönyvíró, rendező, producer)
- Anna Deavere Smith: A YoungArts Masterclass (2014, tv-dokumentumfilm, rendező)
- Wynton Marsalis: A YoungArts Masterclass (2014, tv-dokumentumfilm, rendező)
- Where Has All the Play Gone? (2016, dokumentum-rövidfilm, rendező, producer)
- The Pulitzer at 100 (2016, dokumentumfilm, rendező, producer)

## Díjai
- Oscar-díj
  - 2011 Legjobb rövid dokumentumfilm 
 Strangers No More 
 Karen Goodmannel megosztva

- Primetime Emmy-díj
  - 2015 Legjobb gyerekprogram 
 Masterclass 
 Sheila Nevins, Lin Arison, Jacqueline Glover és Karen Goodmannel megosztva